# Поповка (на реке Великой, Ведерковский сельсовет)
Поповка — деревня в Грязовецком районе Вологодской области.
Входит в состав Комьянского муниципального образования, с точки зрения административно-территориального деления — в Ведерковский сельсовет.
Расстояние до районного центра Грязовца по автодороге — 42,5 км, до центра муниципального образования Хорошево по прямой — 14 км. Ближайшие населённые пункты — Воскресенское, Боброво, Звягино.